# 高嶺城
高嶺城（こうのみねじょう）は、山口県山口市上宇野令字高嶺にあった日本の城（山城）。鴻の峰城・鴻之峯城とも記される。国の史跡に指定されている。

## 概要

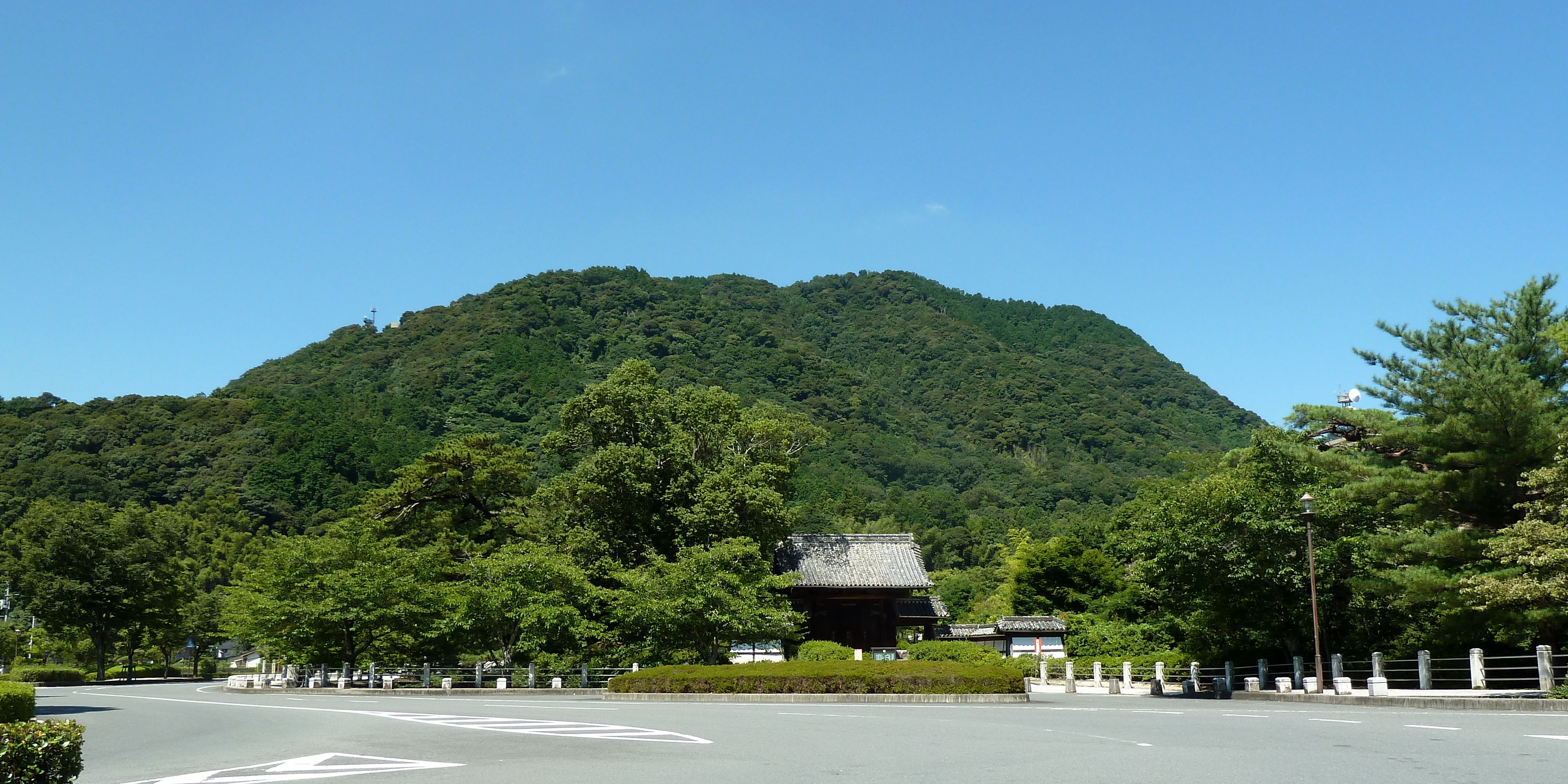
高嶺城跡の遠景（奥・手前の門は山口城表門）

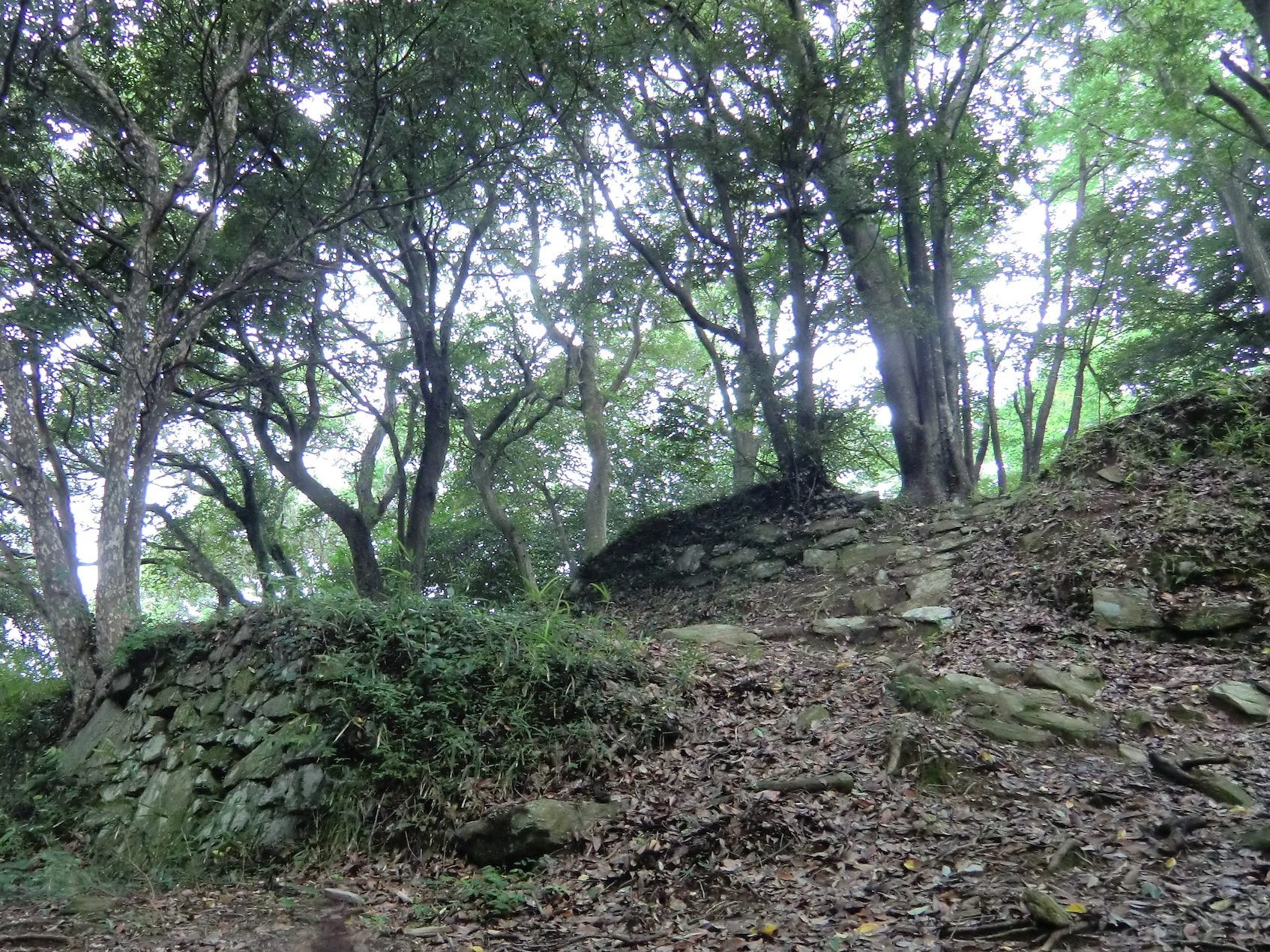
主郭周辺の石垣

大内氏館の詰の城として整えられた標高338mの鴻ノ峰にある山城で、頂上部の主郭を中心に四方に延びる尾根へ郭を配している。主郭を中心に石垣が使用され、また礎石や瓦等も出土している。
鴻ノ峰の南方には、大内氏の居館である大内氏館と築山館があり、そして周囲の山々にも兄弟山城（おとどいやま）、障子ヶ岳城、古城ヶ岳城、七尾山城、姫山城等の大内氏の主要拠点が点在する。その他、毛利氏によって築城された長山城（未完成のまま、現在は亀山公園となっている）も近い。
昭和34年（1959年）に「大内氏遺跡 附:凌雲寺跡」として国の史跡に指定された。石垣等の遺構が良好に残っている。鴻ノ峰南麓の木戸神社や東麓の山口大神宮から登山道があるほか、城域の一角にあるテレビ・ラジオの放送中継局まで木戸神社前の車道が続いている。
2017年（平成29年）4月6日、大内氏館とともに続日本100名城（174番）に選定された。

## 沿革

### 築城
高嶺城の築城を始めたのは、周防国・長門国を本拠とした戦国大名大内氏最後の当主、大内義長である。
大内義長は、天文20年（1551年）の大寧寺の変の後に陶隆房（のち晴賢）らに迎えられて当主となったが、天文24年（1555年）の厳島の戦いで陶晴賢が敗れて自害し、大内氏の主力も壊滅的な被害を受けた。これに乗じて攻勢を加える石見国の吉見正頼や安芸国の毛利元就に備えるべく、高嶺城は弘治2年（1556年）より築城が開始された。
しかし、毛利氏による攻勢（防長経略）は予想以上に早く、弘治3年（1557年）に毛利氏が山口に侵攻した際には、大内義長は未完成のままの高嶺城に拠らざるを得なくなる。結局、大内義長や重臣の内藤隆世はこの城を放棄して長門国の且山城へと逃れ、その地で自害することとなる。

### 毛利氏の山口支配
大内氏滅亡後、高嶺城の築城は毛利氏によって再開され、完成を見た。城代として吉川氏の一門である市川経好が入り、毛利氏による山口支配の拠点となった。
永禄12年（1569年）、豊後国の戦国大名大友義鎮の支援を得た大内輝弘は豊後国より周防国へ侵攻した。大内氏残党の支援も得た輝弘は山口を制圧し、高嶺城を包囲・攻撃した。城主・市川経好は九州に在陣中のため不在であったが、市川経好の妻（市川局）が指揮を執り奮戦したという。城の守りは固く、輝弘は城を落とすことはできなかった。最終的に輝弘は、九州より反転してきた毛利軍の前に敗北し、自害することとなる（大内輝弘の乱）。

### 廃城
慶長5年（1600年）の関ヶ原の戦いの結果、毛利氏は周防・長門の2か国に減封された。毛利輝元は新たな根拠地の候補地として、長門国萩の指月山・周防国防府の桑山とともに高嶺を幕府に提出したが、幕府は要地である山口への拠点移動を許さなかった。このため、萩城が毛利氏の本拠となった。
元和元年（1615年）の元和一国一城令により、高嶺城は破却されることが決定し、寛永15年（1638年）に廃城となった。のちに、城址が山口城の詰めの城として使用された。